# Балванска битка
Балванската битка е сражение между български армейски и полицейски части и Габровско-севлиевския партизански отряд по време на комунистическото партизанско движение в България през 1941-1944. 
Бойните действия се развиват край селата Крушево и Балван. На 28 март 1944 г. отрядът е открит от полицейска част, която разбива след кратка престрелка. Отрядът бързо се изтегля към село Горско Калугерово, но е застигнат и обкръжен от големите въоръжени сили, изпратени от Севлиево. След няколко успешно отбити атаки партизаните минават в настъпление и пробиват обръча. В боя е тежко ранен командирът на отряда Иван Райков.
През нощта партизаните се насочват към село Малкочево. На 29 март сутринта отрядът е открит и обстрелян от самолет югозападно от Балван, а впоследствие е наново обкръжен. В тежкия бой, продължил до вечерта, е убит новият командир Стоян Бъчваров. Командването е поето от Цанко Цанков. Партизаните успешно отбиват атаките на правителствените сили и успяват да пробият обръча.
Отрядът се изтегля към село Добромирка, като в цялата битка дава жертви – 11 убити, 2 ранени и 2 пленени (впоследствие убити). Оцелелите 14 партизани се присъединяват към основните сили на отряда.
Според друг източник, който описва събития, датирани на 30 март 1944 г. е възвеличаване на съпротивата.